# Dragomérfalva
Dragomérfalva (románul: Dragomirești, németül: Dragomir, jiddisül דראגמירשט) város Romániában, Máramaros megyében, a történeti Máramarosban.

## Fekvése
Máramarosszigettől 45 km-re délkeletre, az Iza és a Boicu-patak partján fekszik.

## Nevének eredete
A név a szláv eredetű Dragomir román férfinév helynévképzővel ellátott alakja, magyar neve pedig ennek tükörfordítása.

## Története
Román kisnemesi falu volt. Lakói közül sokan zsindelykészítéssel foglalkoztak. 1717-ben fölégették a tatárok. 1720-ban 26 nemesi telekből állt.
Dragomérfalván környékén régi sóbányászat nyomai is felfedezhetők.
Lakói a 17. század óta foglalkoztak pakura kitermelésével. Az első tudományos kutatásokat 1875-ben a grazi Karl Adler folytatta, majd 1879–80-ban Karl Sarg és fia termelt ki ozokeritet két-három hónapon át.
A túlnyomóan görögkatolikus románok mellett nagy számban éltek benne haszid zsidók is, akik már a 18. század végén zsinagógát építettek maguknak. A Stern, majd a Spira rabbicsalád befolyása alatt álltak. 1870-ben Máramaros vármegye Izavölgyi járásának székhelyévé nyilvánították. Ortodox egyházközsége 1903-ban jött létre hetven család, közel háromszáz lélek áttérésével. 1881-ben patika nyílt benne. Görögkatolikus lelkésze, Emil Bran 1912-ben megalapította a Creștinul népbankot. Ortodox kolostorát 1926–27-ben építették. 1949-ben leégett, 1958-ban megszüntették.
1944. április 15-én a településen gettót jelöltek ki, ahová a környék kétezer zsidó lakosát gyűjtötték össze, majd Felsővisóra hurcolták őket. 1949-ben több mint 150 lakosát tartóztatták le kommunistaellenes tevékenység vádjával.
2004-ben kapott városi rangot.

## Lakossága
- 1838-ban 856 görögkatolikus és 50 zsidó vallású lakosa volt.[9]
- 1900-ban 2194 lakosából 1482 volt román (67,54%), 596 német (jiddis; 27,16%), 85 magyar (3,87%) és 25 cigány (1,13%) anyanyelvű; 1528 görögkatolikus, 598 zsidó és 57 római katolikus vallású. A lakosság 25%-a tudott írni-olvasni és a nem magyar anyanyelvűek 18%-a beszélt magyarul.
- 2002-ben 3132 lakosából 3117 román (99,52%) nemzetiségű; 2844 ortodox és 280 görögkatolikus vallású.

## Látnivalók
- Néprajzi múzeumát az Iza-völgy egyik legrégebben, 1720–1721-ben épült faházában rendezték be.
- 1717 után épült fatemplomát 1936-ban a bukaresti néprajzi múzeumba szállították. Ma három fatemplom található a városban: két ortodox, egy a Valea Prihodiștii határrészben (1926–1927) és egy a központban (1951–1957), valamint egy görögkatolikus (1994–1995).

## Gazdasága
- Fafeldolgozás, bútorgyártás.

## Híres emberek
- Itt született 1880-ban Bud János politikus, 1924 és 1928 között magyar pénzügyminiszter.

## Dragomérfalva a magyar kultúrában
- A dragomérfalvi Erină Vlad énekelte 1913 márciusában Bartók Béla gramofonjára a „Trimis-o 'mpăratu carte...” ('Levelet küldött a császár...') kezdetű dalt, amelyet a zeneszerző a 44 duó két hegedűre I. füzetének 7. darabjaként, Oláh nóta címmel dolgozott fel.[10]

## Testvérvárosa
- Nivelles, Belgium